# Bacdafucup, Pt. II
Bacdafucup, Pt. II è il quarto album del gruppo musicale hardcore rap Onyx.

## Tracce
1. What's Onyx – 2:57
2. Bring 'Em out Dead – 3:44
3. Slam Harder – 4:38
4. Hold Up (feat. Havoc) – 4:03
5. Bang 2 Dis – 4:06
6. Gangsta – 4:19
7. Hood Beef – 3:40
8. Big Trucks – 4:58
9. Clap and Rob 'Em – 3:15
10. Onyx Is Back – 3:32
11. Feel Me – 5:32
12. Wet the Club – 4:14